# Cianótipo

Cianotipia (ou Cianótipo) é um processo de impressão fotográfica em tons de azul, que produz imagens em diferentes tonalidades de ciano. Descoberto em 1842 pelo cientista e astrônomo inglês Sir John Herschel, o processo foi popularizado pela botânica inglesa Anna Atkins, considerada a primeira mulher a praticar a fotografia e a publicar um livro inteiramente ilustrado com imagens fotográficas.
Inicialmente utilizado como método de reprodução técnica para cópias de projetos e desenhos técnicos — os famosos blueprints —, a cianotipia também encontrou amplo espaço no campo das artes visuais e, mais recentemente, passou a ser incorporada como metodologia ativa na educação, integrando práticas interdisciplinares de arte, ciência e história.

## História
O cientista inglês John Herschel desenvolveu o processo da cianotipia em 1842, buscando uma maneira simples e eficiente de copiar notas e documentos. Embora a invenção seja atribuída a Herschel, foi a botânica Anna Atkins quem revelou seu potencial estético ao aplicá-lo na documentação de espécimes botânicos.
Em 1843, Atkins publicou Photographs of British Algae: Cyanotype Impressions, considerado o primeiro livro ilustrado exclusivamente com imagens fotográficas. Utilizando a técnica do fotograma, posicionava plantas diretamente sobre papel sensibilizado e expunha o conjunto à luz solar, gerando silhuetas em tons de azul.
Durante os séculos XIX e XX, a cianotipia foi amplamente empregada em engenharia e arquitetura como método de baixo custo para a reprodução de projetos técnicos, conhecidos como blueprints. Com o avanço de novas tecnologias de impressão, a técnica foi gradualmente substituída, mas permaneceu em uso em contextos artísticos e educacionais.

## Processo químico
A cianotipia baseia-se em uma reação fotoquímica que envolve dois compostos principais:
- Citrato férrico amoniacal (ou citrato de amônio e ferro III)
- Ferricianeto de potássio

Quando essas substâncias são combinadas e expostas à luz ultravioleta, ocorre uma redução do ferro (III) para ferro (II). Essa reação permite a formação do pigmento azul da Prússia (ferrocianeto férrico insolúvel), responsável pela coloração característica das imagens.
A tonalidade final pode variar entre azul claro e azul profundo, dependendo da concentração dos reagentes, do tempo de exposição e do suporte utilizado.

## Preservação
Cianótipos são relativamente estáveis, mas requerem cuidados específicos para garantir sua longevidade:
- Luz: A exposição prolongada à luz intensa pode causar desbotamento. Recomenda-se armazenar as obras em locais escuros ou expô-las em ambientes com controle de luz.
- pH: Ambientes alcalinos podem degradar as imagens. O uso de papéis com pH neutro ou levemente ácido é recomendado para a produção e armazenamento.
- Recuperação: Caso desbotem, cianótipos podem recuperar parte da cor original após um período prolongado de armazenamento no escuro.
- Tecido: Para impressões em tecidos, recomenda-se a lavagem manual com sabões neutros e sem fosfatos para preservar a imagem.

## Aplicações Artísticas
A cianotipia tem sido amplamente utilizada nas artes visuais contemporâneas devido à sua estética singular, sua maleabilidade e seu potencial simbólico. Artistas empregam a técnica para:
- Criação de fotogramas, colagens e livros de artista
- Impressões sobre tecidos, madeiras, cerâmicas e metais
- Experimentos com dupla exposição, solarizações e manipulação química
- Práticas de reinterpretação histórica, memória e narrativas poéticas

Seu caráter manual e imprevisível também é valorizado por movimentos artísticos ligados ao resgate de técnicas analógicas e à valorização dos processos artesanais.

## Cianotipia na Educação
Recentemente, a cianotipia passou a ser incorporada como metodologia ativa em projetos educativos. Em ambientes escolares, museológicos e de extensão universitária, a prática é utilizada para integrar conhecimentos interdisciplinares, envolvendo:
- Fundamentos de fotossensibilidade e reações químicas
- Fenômenos ópticos, como luz, sombra e refração
- História da fotografia e processos históricos de impressão
- Arte contemporânea e produção de imagens manuais
- Educação ambiental e preservação da biodiversidade

As atividades com cianotipia estimulam a criatividade, a experimentação científica, o pensamento crítico e o trabalho coletivo, proporcionando uma aprendizagem prática e significativa.